# مركز كندا

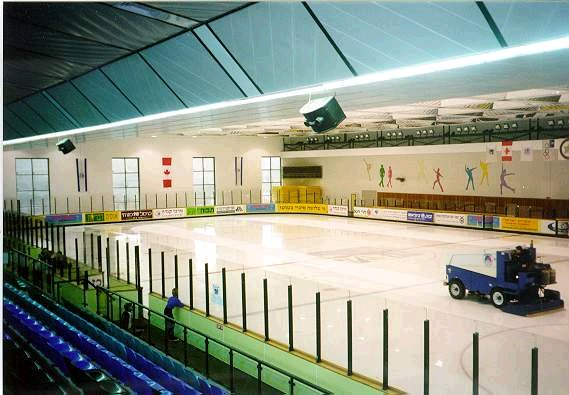
ساحة الجليد الأولمبية في مركز كندا.

مركز كندا (بالعبرية: מרכז קנדה)، هو مركز ترفيهي ورياضي يقع في المطلة شمال إسرائيل. تم بنائه بتبرعات من قبل الجالية اليهودية في كندا، وافتتح عام 1995. يضم العديد من الأنشطة الرياضية، أبرزها التزلج على الجليد، السباحة، الرماية، البولينج، البلياردو، تنس الطاولة، كرة القدم وكرة السلة وغيرها، ويحوي على سينما سباعية الأبعاد. يضم المركز أيضًا منتجعًا صحيًا للاسترخاء يُقدم فيه التدليك وغيره.